# Harry Glicken

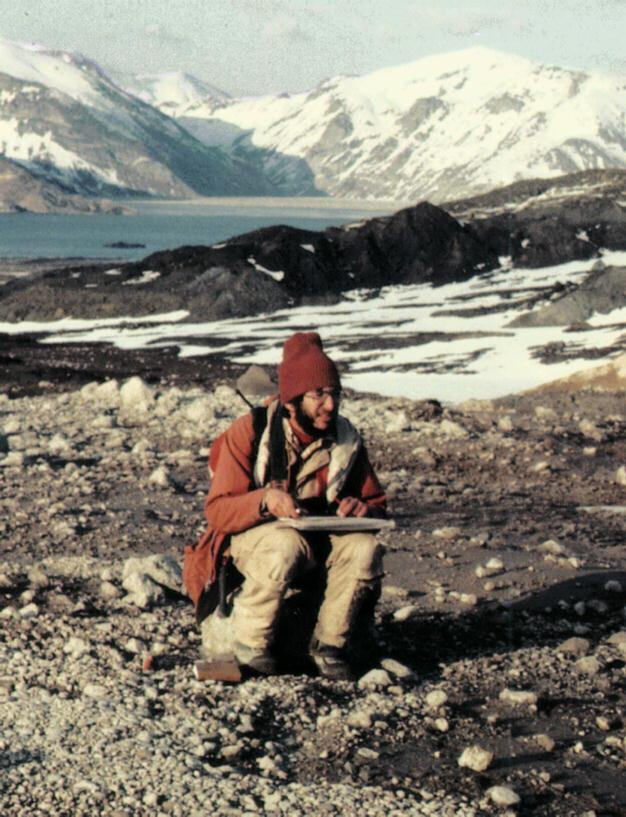
Harry Glicken (in den 1980ern)

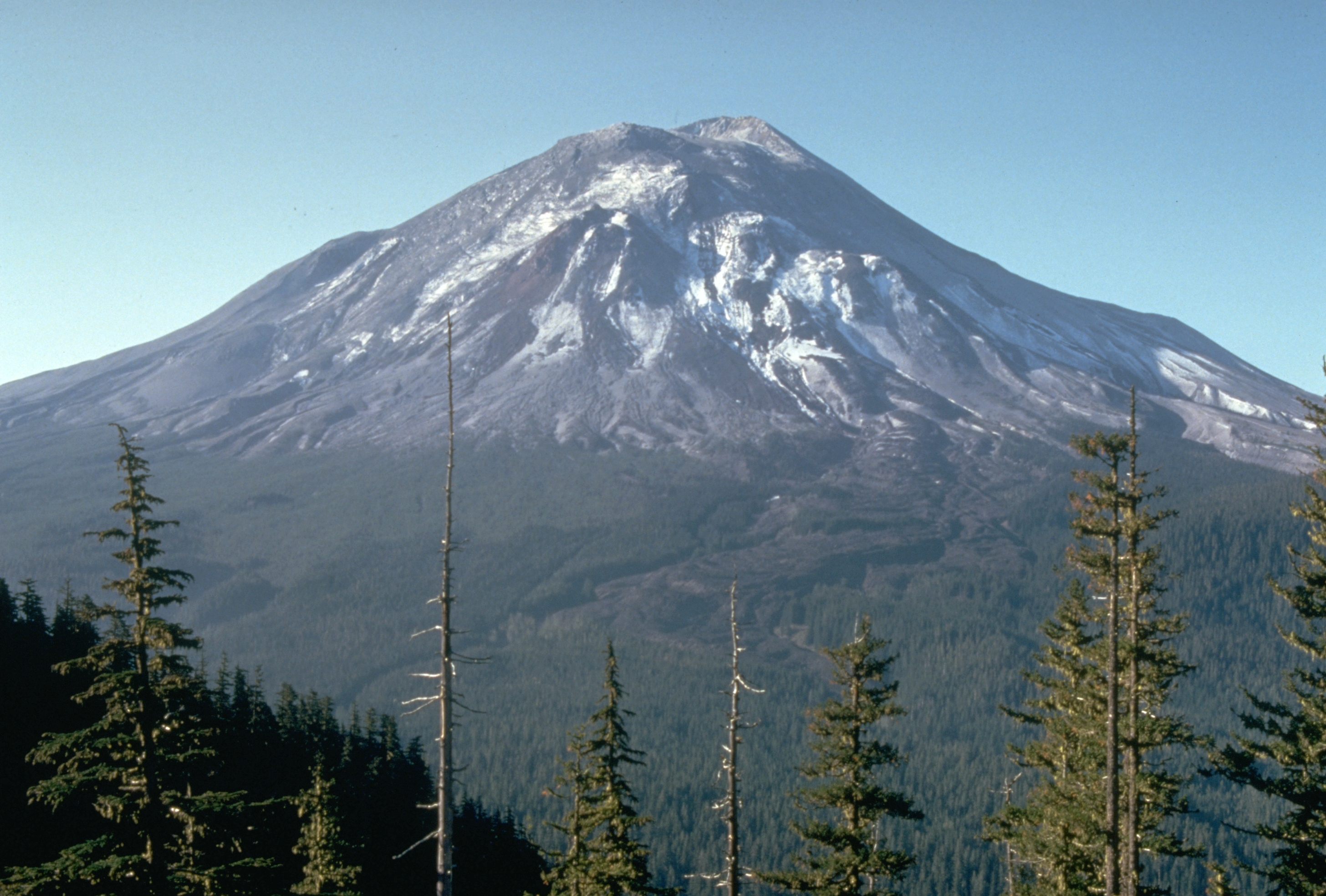
Der Mount St. Helens am 17. Mai 1980, dem Tag vor dem Ausbruch (Foto von Harry Glicken)

Harry Glicken (* 7. März 1958; † 3. Juni 1991 am Unzen) war ein US-amerikanischer Vulkanologe, der sich durch seine Forschungen am Mount St. Helens einen Namen machte.

## Leben
Glicken studierte an der Stanford University und machte im Juni 1979 seinen Bachelor in Geologie. Kurz danach erhielt er von David A. Johnston eine Anstellung als dessen Assistent. Glicken war mit Johnston an der Beobachtung des Mount St. Helens beteiligt und überlebte diesen im Gegensatz zu Johnston nur deswegen, weil er am Tag des Ausbruchs im Mai 1980 aufgrund eines auswärtigen Termins nicht vor Ort war. In den auf den Ausbruch des Mount St. Helens folgenden Jahren arbeitete Glicken als Vulkanologe vor allem auf dem Gebiet vulkanischer Produkte wie pyroklastische Ströme, Glutlawinen und Glutwolken sowie Lahare. Zu seinen bedeutendsten Veröffentlichungen gehören detaillierte geologische Karten des Mount St. Helens und eine Dokumentation des Vulkanausbruchs. Außerdem war er als Mitautor an zahlreichen vulkanologischen Veröffentlichungen beteiligt.
Nachdem es ihm nicht gelang, eine Stelle am United States Geological Survey zu erlangen, forschte er ab Januar 1991 als Post-Doktorand an der Tokyo Metropolitan University.
Glicken starb am 3. Juni 1991 beim Ausbruch des Vulkan Unzen im Süden Japans zusammen mit 41 anderen Wissenschaftlern und Journalisten, unter anderem das berühmte Vulkanologen-Ehepaar Maurice und Katia Krafft, als die Gruppe in einen pyroklastischen Strom geriet. Drei Tage später wurde seine Leiche geborgen und identifiziert.

## Forschung am Mount St. Helens
Gemeinsam mit Glicken wollte David A. Johnston eine Station in Anchorage eröffnen und dort während des Sommers 1980 Forschungen betreiben. Als jedoch Meldungen eintrafen, dass der Vulkan Mount St. Helens eventuell ausbrechen könnte, begaben sich die beiden stattdessen zu einer USGS-Forschungsstation dieses Vulkans. Vom 2. Mai 1980 an besetzte Glicken den Beobachtungsposten Coldwater II, 10 km entfernt vom Gipfel des Mount St. Helens. Er sollte Bergstürze oder Rutschungen melden.
Am Abend des 17. Mai 1980 tauschte Glicken mit Johnston seinen Posten, da er nach Kalifornien reisen musste. Er hatte bereits im Februar mit seinem Professor Richard V. Fisher für den 18. Mai 1980 einen Termin vereinbart, um über die weitere Vorgehensweise seines Doktorstudiums zu sprechen. Als am Morgen des 18. Mai der Mount St. Helens tatsächlich ausbrach, befand sich Glicken in sicherer Entfernung in Kalifornien. David Johnston hingegen starb beim Ausbruch.
In der Folge dieser Katastrophe wandte sich Glicken vor allem der Erforschung von vulkanischen Schuttlawinen zu, und hier vor allem denen, die beim Ausbruch des Mount St. Helens entstanden. Seine dortige Kartierungs-Arbeit war äußerst detailliert, sie wurde nicht zuletzt dadurch gefördert, dass die Ablagerungen des Vulkanausbruchs in sehr frischem Zustand waren. Darüber hinaus setzte er den Zustand des Mount St. Helens vor dem Ausbruch in Beziehung zu den von ihm kartierten Ablagerungen und konnte so den Ausbruch sehr genau nachvollziehen.

## Veröffentlichungen
- Sedimentary architecture of large volcanic-Debris Avalanches. Department of Geological Sciences, University of California, Santa Barbara
- The Significance of Volcanic Ash Tempering in the Ceramics of the Central Maya Lowlands- in Prudence M. mit Anabel Ford, 1987
- Geology and ground-water hydrology of Spirit Lake blockage, Mount St. Helens, Washington, with implications for lake retention. mit William Meyer und Martha Sabol, 1988/89
- Rockslide-debris avalanche of May 18, 1980, Mount St. Helens volcano, Washington. 1986 (Online-Version)